# Millikan-Versuch

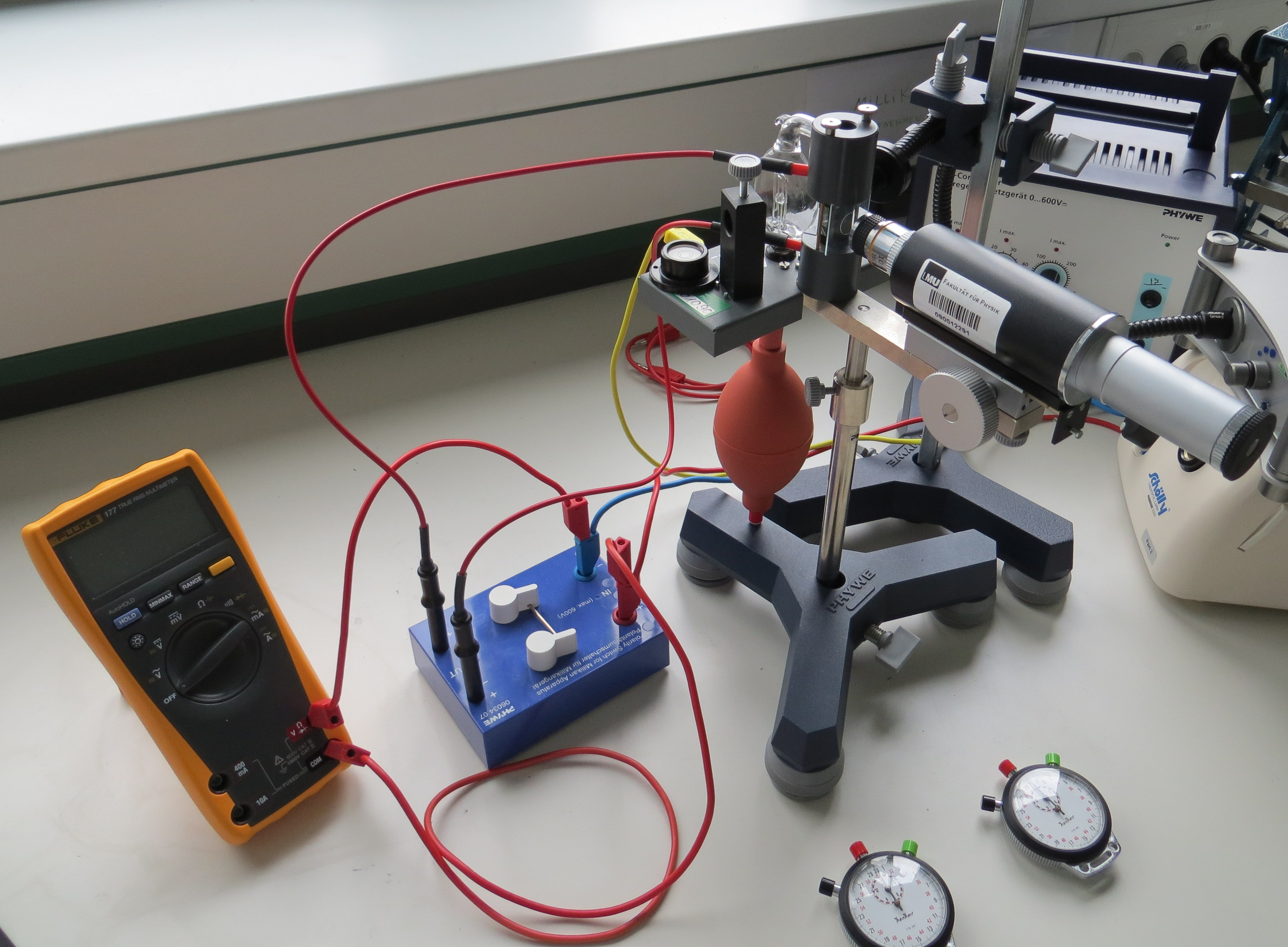
Typischer Versuchsaufbau, wie er heute von Schülern und Studenten verwendet wird

Beim Millikan-Versuch handelt es sich um ein Experiment, mit dem es den amerikanischen Physikern Robert Andrews Millikan und Harvey Fletcher 1910 gelang, die Größe der Elementarladung {\displaystyle e} deutlich genauer zu bestimmen, als es bis dahin möglich gewesen war.
Auf Anregung von Robert Millikan griff Harvey Fletcher dazu im Rahmen seiner Doktorarbeit auf zuvor von Harold Albert Wilson, Joseph John Thomson und anderen Forschern durchgeführte Versuche zurück, die er maßgeblich verbesserte. Seine wichtigste Verbesserung bestand darin, die zuvor eingesetzten Stoffe Wasser bzw. Alkohol durch schwerflüchtige Flüssigkeiten wie Öl und Quecksilber zu ersetzen. Um die Elementarladung {\displaystyle e} zu bestimmen, wurde die Sinkgeschwindigkeit von elektrisch aufgeladenen Öltröpfchen bei vorhandenem elektrischem Feld im Vergleich zum Fall ohne elektrisches Feld gemessen. Der so ermittelte Wert der Elementarladung war:
{\displaystyle e=1{,}592\cdot 10^{-19}} C.
Für diese Messung erhielt jedoch nur Robert Millikan 1923 den Nobelpreis für Physik, da er und Harvey Fletcher vor der Veröffentlichung der Arbeit vertraglich vereinbart hatten, dass nur Millikans Name für die Arbeit in der Fachzeitschrift Science angegeben würde (sie erschien dann 1911 in Physical Review). Fletcher hingegen wurde dafür in einem Artikel in Physical Review über die Bestätigung der Brownschen Molekularbewegung als einziger Autor genannt und konnte dies somit für seine Dissertation verwenden. Harvey Fletcher machte das Abkommen mit Robert Millikan in einem Text öffentlich, der erst nach seinem Tod 1982 in der Fachzeitschrift Physics Today gedruckt wurde, ließ dabei aber keine Bitterkeit erkennen und blieb mit Millikan befreundet. Millikan dankte Fletcher ausdrücklich in seinem Aufsatz von 1911 und erwähnte ihn auch in seinem Buch The Electron von 1917 für die Beteiligung am Experiment. Der Aufsatz von Millikan von 1913 beruhte dagegen auf Arbeiten von Millikan selbst, dessen Laborbücher erhalten sind.

## Versuchsaufbau und prinzipielle Vorgehensweise

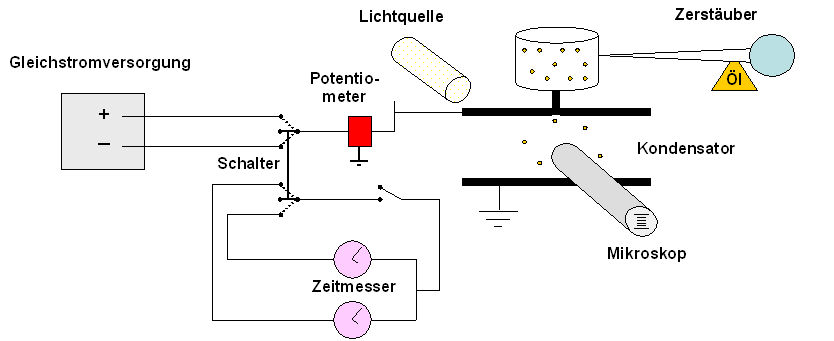
Schematischer Versuchsaufbau des Millikan-Versuchs bei Verwendung der „Zweifeldmethode“

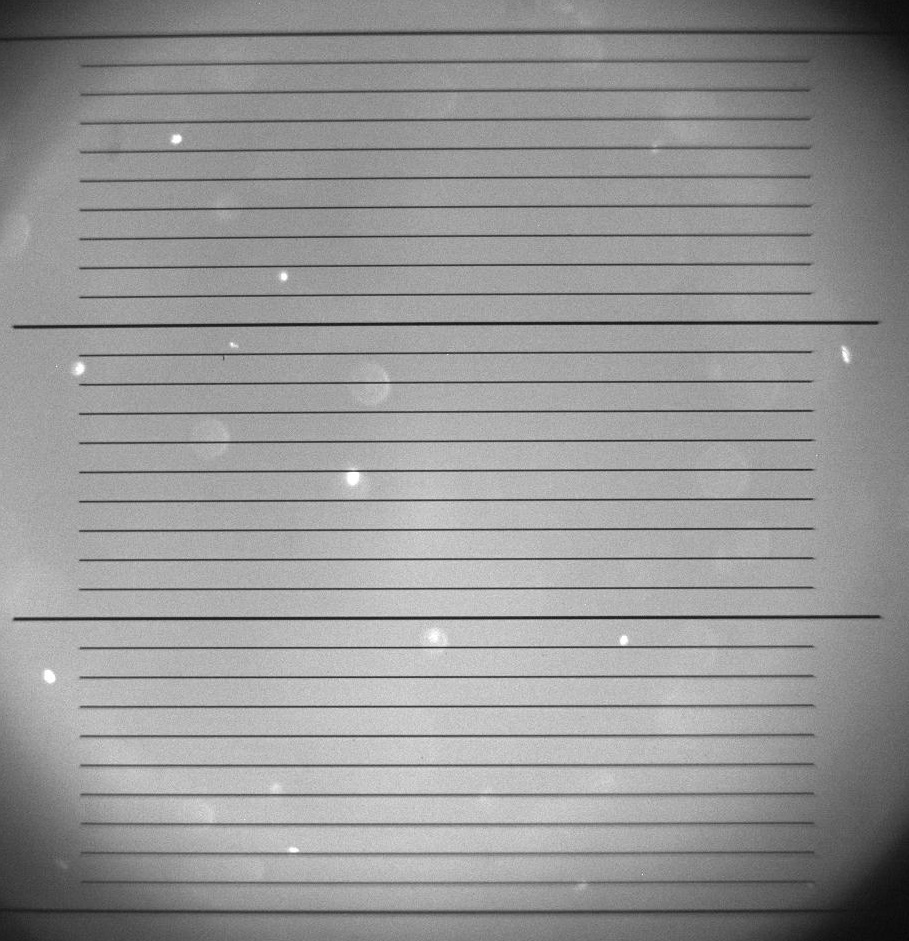
Aufnahme der Öltröpfchen (helle Punkte), die Skala hat eine Gesamtlänge von 0,98 Millimeter, zwei Skalenstriche den Abstand ≈0,033 Millimeter (33 µm)

### Elektrisch geladene Tröpfchen im Feld eines Plattenkondensators
Mit einem Zerstäuber werden zunächst feinste Öltröpfchen erzeugt, die so klein (etwa 0,5 µm Durchmesser) sind, dass man sie mit einem herkömmlichen Mikroskop nicht mehr direkt beobachten kann. Um sie dennoch zu verfolgen, bedient man sich der Dunkelfeldmethode, bei der man die Öltröpfchen in einem Winkel von etwa 150° zum Betrachter, also aus fast entgegengesetzter Richtung beleuchtet und die dabei entstehenden Beugungsscheibchen im Mikroskop verfolgt (wobei zu beachten ist, dass das Mikroskop oben und unten vertauscht, man also die Beugungsscheibchen sinkender Öltröpfchen nach oben wandern sieht und umgekehrt).
Wenigstens ein Teil der Öltröpfchen muss dabei elektrisch geladen sein, was in Millikans Versuchsaufbau durch eine Röntgenröhre erreicht wurde, deren ionisierende Strahlung die Öltröpfchen elektrostatisch auflud. In der Regel aber genügt schon die Reibung der Öltröpfchen aneinander beim Zerstäuben oder an der Luft, um sie hinreichend aufzuladen.
Anschließend gelangen die Tröpfchen zwischen die Platten eines Plattenkondensators. Die Öltröpfchen sind so klein, dass für sie die Luft wie eine zähe Flüssigkeit wirkt. Sie schweben lange Zeit als Aerosol in der Luft. Das elektrische Feld des Kondensators übt jedoch eine Kraft auf geladene Öltröpfchen aus, die die Schwerkraft weit übersteigt. Die Coulomb-Kraft zieht die positiv geladenen Tröpfchen zur negativ geladenen Platte des Kondensators. Die daraus resultierende Bewegung lässt sich als Bewegung der mit dem Mikroskop erkennbaren Beugungsmuster beobachten.

### Der nicht erreichbare Schwebefall
Montiert man die Platten des Kondensators horizontal übereinander, kann man durch Anlegen einer geeigneten Spannung an die Platten eine elektrische Kraft auf die Tröpfchen ausüben, die die Summe der beiden erstgenannten Kräfte kompensiert, die nach unten wirkende Gewichtskraft {\displaystyle F_{\mathrm {G} }} sich also die Waage mit der Summe der elektrischen Kraft {\displaystyle F_{\mathrm {E} }} sowie der Auftriebskraft {\displaystyle F_{\mathrm {A} }} hält und das betreffende Öltröpfchen damit im Prinzip schwebt.
Durch Lösen der Gleichung {\displaystyle F_{\mathrm {E} }=F_{\mathrm {G} }-F_{\mathrm {A} }} könnte nun also vom Grundsatz her die Ladung der Öltröpfchen bestimmt werden – praktisch aber scheitert das daran, dass die Beugungsscheibchen im Mikroskop keinerlei Rückschlüsse auf den Radius der Öltröpfchen zulassen, die rechte Seite der Gleichung also unbestimmt bleibt. Hinzu kommt, dass der Schwebezustand aufgrund der brownschen Bewegung nur schwer exakt zu erkennen ist.

### Indirekte Bestimmung des Tröpfchenradius über die stokessche Reibung
Um den Radius der Tröpfchen dennoch zu ermitteln, kann man den Umstand nutzen, dass sich nicht nur durch das elektrische Feld im Kondensator, sondern auch durch den Einfluss der geschwindigkeitsabhängigen stokesschen Reibungskraft ein Kräftegleichgewicht einstellt, allerdings nun nicht in Form eines Schwebezustands der betreffenden Öltröpfchen, sondern einer konstanten Geschwindigkeit {\displaystyle v} ihres Fallens bzw. Steigens.
In der Praxis gibt es dazu zwei verschiedene Verfahren: Bei der „Einfeldmethode“ misst man nach einem angenähert erreichten Schwebezustand eines ausgewählten Öltröpfchens seine Fallgeschwindigkeit allein aufgrund der Schwerkraft, bei der „Zweifeldmethode“ dagegen lässt man das Öltröpfchen zunächst einmal vom Feld des Kondensators nach unten und (nach Umpolen des Feldes) anschließend wieder nach oben ziehen, wobei man jeweils die Sinkgeschwindigkeit {\displaystyle v_{1}} sowie Steiggeschwindigkeit {\displaystyle v_{2}} des Tröpfchens protokolliert.

## Herleitung der Zusammenhänge

Sinken im Feld

Steigen im Feld

Es existieren zwei Varianten des Versuchs, die Schwebe- (oder Einfeld-) und die Gleichfeldmethode (oder Zweifeldmethode). Bei der Schwebemethode wird eine Geschwindigkeit zu Null gewählt und die zweite Geschwindigkeit sowie die für den Stillstand benötigte Spannung gemessen. Bei der Zweifeldmethode wird der Betrag der Spannung fest vorgegeben und die zwei Geschwindigkeiten bei Umpolung des elektrischen Feldes gemessen. Die Zweifeldmethode ist dabei die üblichere.
Bei der Bewegung des Öltröpfchens treten folgende Kräfte auf, die in den Bildern grafisch veranschaulicht werden:
1. Gewichtskraft eines kugelförmigen Öltröpfchens: {\displaystyle F_{\mathrm {G} }=mg={\frac {4}{3}}\pi r^{3}\rho _{O}g}
2. Auftriebskraft einer Kugel in Luft: {\displaystyle F_{\mathrm {A} }={\frac {4}{3}}\pi r^{3}\rho _{L}g}
3. Coulomb-Kraft im elektrischen Feld: {\displaystyle F_{\mathrm {E} }=qE={\frac {qU}{d}}}
4. Stokessche Reibungskraft: {\displaystyle F_{\mathrm {R} }=6\pi \cdot r\cdot \eta \cdot v}

Die darin vorkommenden Größen sind wie folgt definiert:
- {\displaystyle \pi } = Kreiszahl
- {\displaystyle \rho _{\mathrm {O} }} = Dichte des Öls
- {\displaystyle \rho _{\mathrm {L} }} = Dichte der Luft
- {\displaystyle g} = Erdbeschleunigung
- {\displaystyle U} = Spannung am Plattenkondensator
- {\displaystyle d} = Plattenabstand des Plattenkondensators
- {\displaystyle \eta } = Viskosität der Luft
- {\displaystyle r} = Radius des Öltröpfchens
- {\displaystyle v_{1}} = Betrag der Sinkgeschwindigkeit des Öltröpfchens
- {\displaystyle v_{2}} = Betrag der Steiggeschwindigkeit des Öltröpfchens
- {\displaystyle m} = Masse des Öltröpfchens
- {\displaystyle q} = Ladung des Öltröpfchens
- {\displaystyle E} = ist die elektrische Feldstärke im betreffenden Punkt

### Die Schwebemethode
Ein ausgewähltes Öltröpfchen wird durch Variation der Kondensatorspannung annähernd zum Stillstand (Schweben) gebracht und anschließend bei ausgeschaltetem elektrischem Feld seine Fallgeschwindigkeit gemessen. Sobald sich beim Fallen des Öltröpfchens ein Gleichgewicht zwischen Reibung, Auftrieb und Gewicht eingestellt hat, gilt:
{\displaystyle F_{\mathrm {R} }=F_{\mathrm {G} }-F_{\mathrm {A} }}
Einsetzen der bekannten Zusammenhänge ergibt:
{\displaystyle 6\pi \eta v_{1}r={\frac {4}{3}}r^{3}\pi \left(\rho _{\mathrm {O} }-\rho _{\mathrm {L} }\right)g}
Umstellen nach {\displaystyle r} ergibt:
{\displaystyle r={\sqrt {\frac {9v_{1}\eta }{2\left(\rho _{\mathrm {O} }-\rho _{\mathrm {L} }\right)g}}}}
Damit ist der Radius der Öltröpfchen alleine aus der messbaren Fallgeschwindigkeit bestimmbar. Um zur Ladung zu gelangen, wird nun der Schwebezustand betrachtet. In diesem gilt analog der obigen Formel die Gleichung:
{\displaystyle F_{\mathrm {E} }=F_{\mathrm {G} }-F_{\mathrm {A} }}
da sich nun die elektrische Kraft im Gleichgewicht mit Gewichts- und Auftriebskraft befindet. Einsetzen der Zusammenhänge für die Kräfte ergibt:
{\displaystyle {\frac {qU}{d}}={\frac {4}{3}}r^{3}\pi \left(\rho _{\mathrm {O} }-\rho _{\mathrm {L} }\right)g}
Das kann nach der Ladung umgeformt werden:
{\displaystyle q={\frac {\left(\rho _{\mathrm {O} }-\rho _{\mathrm {L} }\right){\frac {4}{3}}\pi r^{3}gd}{U}}}
Einsetzen der Gleichung für {\displaystyle r} in die Gleichung für {\displaystyle q} liefert eine Gleichung für die Ladung, die nur noch von den messbaren Größen Spannung und Fallgeschwindigkeit abhängt:
{\displaystyle q={\frac {9\pi d}{U}}{\sqrt {\frac {2\eta ^{3}v_{1}^{3}}{\left(\rho _{\mathrm {O} }-\rho _{\mathrm {L} }\right)g}}}}
Somit kann aus den Messgrößen direkt die Ladung und der Radius berechnet werden.

### Die Gleichfeldmethode
Bei gegebener Kondensatorspannung wird für ein ausgewähltes sich zunächst nach unten bewegendes Öltröpfchen seine Sinkgeschwindigkeit {\displaystyle v_{1}} und anschließend, nach Umpolung des elektrischen Feldes bei betragsmäßig beibehaltener Kondensatorspannung, seine Steiggeschwindigkeit {\displaystyle v_{2}} bestimmt. Im Falle des Sinkens gilt:
{\displaystyle F_{\mathrm {G} }+F_{\mathrm {E} }=F_{\mathrm {R,1} }+F_{\mathrm {A} }}
Im Falle des Steigens gilt:
{\displaystyle F_{\mathrm {G} }+F_{\mathrm {R,2} }=F_{\mathrm {E} }+F_{\mathrm {A} }}
Subtrahieren der beiden Gleichungen voneinander, Einsetzen der bekannten Zusammenhänge und Auflösen nach {\displaystyle r} liefert:
{\displaystyle r={\frac {qU}{3\pi d\eta \left(v_{1}+v_{2}\right)}}}
Einsetzen dieser Gleichung in eine der beiden Kraftgleichungen liefert eine Gleichung für die Ladung
{\displaystyle q={\frac {9\pi d}{2U}}{\sqrt {\frac {(v_{1}-v_{2})\eta ^{3}}{\left(\rho _{\mathrm {O} }-\rho _{\mathrm {L} }\right)g}}}(v_{1}+v_{2})}
Einsetzen der Gleichung für {\displaystyle q} in die Gleichung für {\displaystyle r} liefert für den Radius
{\displaystyle r={\frac {3}{2}}{\sqrt {\frac {(v_{1}-v_{2})\eta }{\left(\rho _{\mathrm {O} }-\rho _{\mathrm {L} }\right)g}}}}
Nun sind sowohl Radius als auch Ladung allein durch messbare Größen bestimmbar.

### Cunningham-Korrektur
Da die Größe der Öltröpfchen im Bereich der mittleren freien Weglänge von Luft liegt, sollte für die Stokessche Reibung noch die Cunningham-Korrektur berücksichtigt werden. Dabei wird die Reibungskraft um einen Term erweitert, der im Normalfall bei großen Körpern vernachlässigt werden kann:
{\displaystyle F_{\mathrm {R} }\rightarrow F_{\mathrm {R} }\left(1+{\frac {1{,}63\cdot \lambda }{r}}\right)^{-1}}
wobei {\displaystyle \lambda } die mittlere freie Weglänge von Luft und {\displaystyle r} der Tröpfchenradius ist. Die Gleichungen müssen nun neu gelöst werden und werden etwas komplexer, aber auch signifikant genauer.

## Bestimmung der Elementarladung

Messergebnisse der Tröpfchenladung beim Millikan-Versuch

Da jedes Öltröpfchen aus einer größeren Anzahl von Atomen besteht und nicht nur eine, sondern auch mehrere Ladungen tragen kann, ist jede berechnete Ladung {\displaystyle q} eines Öltröpfchens ein ganzzahliges Vielfaches der Elementarladung. Zeichnet man die Ladungsverteilung vieler Versuche in ein Schaubild ein, ergibt sich keine kontinuierliche Verteilung. Es zeigt sich, dass nur Vielfache der Elementarladung {\displaystyle e=1{,}602\cdot 10^{-19}\,\mathrm {C} } auftreten.
Eine einzelne Elementarladung auf einem Teilchen lässt sich nur dann beobachten, wenn die Spannung hoch genug ist, um gerade noch sichtbare Öltröpfchen mit einer Elementarladung mindestens im Schwebezustand zu halten. Das ist in den meisten Versuchsaufbauten nicht der Fall.
Seit 1910 wurden deutlich genauere Methoden zur Bestimmung der Elementarladung entwickelt, unter anderem konnte sie über den Quanten-Hall-Effekt bestimmt werden. Seit der Neudefinition des Internationalen Einheitensystems 2019 werden die Einheiten Ampere und Coulomb über die Elementarladung definiert. Die Elementarladung ist daher keine experimentell zu bestimmende Konstante mehr, sondern wurde auf einen exakten Wert festgelegt:
{\displaystyle e=1{,}602\,176\,634\cdot 10^{-19}\;\mathrm {C} }.

## Historisches
Das Experiment wurde von Millikan und Fletcher ab 1908/09 am Ryerson Physical Laboratory der Universität Chicago ausgeführt und 1911 und 1913 von Millikan publiziert. Der von ihnen bzw. Millikan gemessene Wert der Elementarladung betrug {\displaystyle 1{,}5924(17)\cdot 10^{-19}\,\mathrm {C} }, rund 0,6 Prozent niedriger als der heute akzeptierte Wert, wobei diese Abweichung sechsmal größer ist, als der von Millikan selbst angegebene Standardfehler. 1928 lieferten Untersuchungen mit Wellenlängenbestimmung über Röntgenstrahlbeugung an Gittern durch Erik Bäcklin einen höheren Wert {\displaystyle (1{,}59875\pm 0{,}004796)\cdot 10^{-19}\,\mathrm {C} }, der innerhalb der Fehlergrenzen dem heutigen Wert entspricht. Weitere ähnliche Experimente und ein Elektronenbeugungsexperiment von Sten von Friesen (1937) bestätigten die höheren Werte, so dass ab Ende der 1930er Jahre klar war, dass die Werte von Millikan zu niedrig waren. Nach Richard Feynman (in seinem Aufsatz zur Cargo-Kult-Wissenschaft von 1974) war die bei Wiederholungen des Öl-Tröpfchen-Experiments lange Zeit auftretenden Bestätigungen des Werts von Millikan ein Beispiel für den Einfluss großer Namen auf andere Wissenschaftler – man suchte eher bei sich nach Fehlern bei zu großen Abweichungen (bzw. suchte weniger nach Fehlern falls die eigenen Messungen gut übereinstimmten) als die Werte des Nobelpreis-gekrönten Experiments zu bezweifeln. Die Ursache für Millikans zu niedrige Werte war wie sich 1936 herausstellte sein falscher Wert für die Viskosität der Luft.

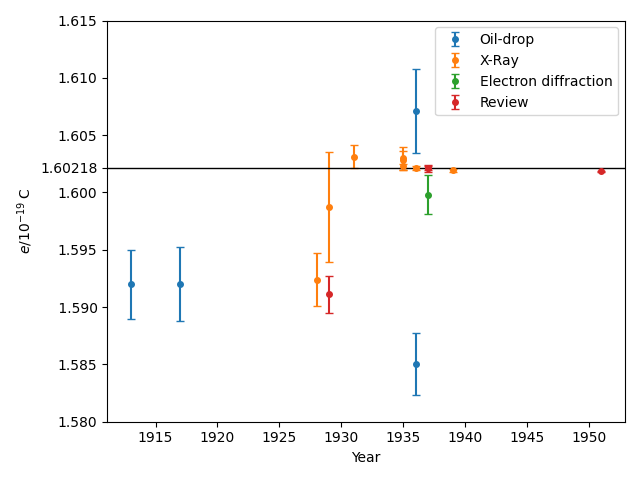
Ergebnisse der Experimente zur Bestimmung der Elementarladung von 1913 bis 1951

Der Wissenschaftshistoriker Gerald Holton warf Millikan 1978 vor, seine Ergebnisse geschönt zu haben, indem er Messwerte, die zu stark streuten außen vor ließ. Millikan schrieb zwar in seiner Arbeit von 1913, dass er alle Beobachtungen von Tröpfchen an 58 Versuchen in 60 aufeinanderfolgenden Tagen lückenlos wiedergegeben hätte, seine Laborbücher ergaben aber Messungen an 175 Tropfen vom 28. Oktober 1911 bis 16. April 1912, und auch wenn man nur die Tropfenbeobachtungen nach dem 13. Februar 1912 zählt hatte er immer noch 49 weggelassen. Nach dem Wissenschaftshistorikern Allan Franklin und David Goodstein, die die am Caltech archivierten Laborbücher von Millikan genau analysierten, hatte Millikan teilweise gute Gründe einzelne Messungen wegzulassen, in einigen Fällen spielte das auch keine Rolle, da er gar nicht erst Berechnungen anstellte, das Ergebnis also gar nicht kannte, und bei Einschluss der Messungen, die er wegließ, aber für die er Berechnungen anstellte änderte das insgesamt kaum etwas am Ergebnis. In einem Fall ergab die Messung eine Elementarladung von 0,6 e, Millikan hatte aber gute Gründe Tröpfchen zurückzuweisen mit einer zu großen Ladung (in diesem Fall 50 Elementarladungen, nach Franklin waren aber Messungen bei allen Werten über 30 zu unsicher, da das Tröpfchen dann zu schnell beschleunigte). Abweisungsgründe waren auch Anwendungsgrenzen der Stokes-Formel und ihrer Korrektur und nach Goodstein schloss Millikan alle Messungen aus, in denen nach seiner Ansicht nach keine vollständigen Beobachtungen vorlagen. Millikan hatte auch weit mehr Beobachtungen, als er benötigte um die Elementarladung mit zehnmal höherer Genauigkeit zu berechnen als seine Vorgänger und Konkurrenten (er benutzte dafür nur 23 Tropfen, bei denen die Korrekturen des Stokes-Gesetzes nicht zu hoch waren).
Um 1910 entspann sich zwischen Millikan und Felix Ehrenhaft ein Streit darum, dass Ehrenhaft behauptet hatte, viel kleinere Werte als die von Millikans Elementarladung gefunden zu haben (bis zu einem tausendstel der Ladung, also beinahe kontinuierlich). Die Kontroverse setzte sich bis 1916 fort, Das wurde auch als Schlacht über das Elektron bezeichnet, bei dem sich Millikan durchsetzen konnte.
Am SLAC wurde der Öltröpfchenversuch von Millikan in automatisierter Form wiederholt, um fraktionale Werte der Elementarladung (wie die drittelzahligen Quark-Ladungen) zu finden, man war darin aber erfolglos, obwohl über 100 Millionen Tröpfchen untersucht wurden.